# Madonna di Tarquinia
La Madonna di Tarquinia è un'opera di Filippo Lippi, tempera su tavola (114x65 cm), datata 1437 e conservata nella Galleria Nazionale d'Arte Antica di Palazzo Barberini a Roma.

## Storia
L'opera è datata con un cartiglio sul trono "A.D. M. MCCCCXXXVII" ed è uno dei pochi punti fermi nella cronologia delle opere del Lippi. Risale al rientro a Firenze del pittore dopo il soggiorno padovano e fu commissionata da Giovanni Vitelleschi, capitano militare dell'esercito papale e arcivescovo di Firenze dal 1435 al 1437, che in quegli anni tornava alla sua città natale, Tarquinia, per farsi costruire un palazzo a cui forse era destinata la tavola.
La pala venne portata a Roma nel 1943, per essere sottoposta a restauro e preservata durante il periodo bellico, ma non ha fatto ritorno alla sua sede originaria in palazzo Vitelleschi.

## Descrizione e stile
La Madonna è ritratta in trono marmoreo (una Maestà quindi), mentre stringe affettuosamente a sé il Bambino, che fa per abbracciarla teneramente. Al risalto plastico derivato da Masaccio ed al gusto per i gesti familiari e gli scorci di Donatello, Filippo Lippi aggiunse alcune suggestioni desunte dalla pittura fiamminga, che quasi certamente aveva avuto modo di osservare a Padova. Tra queste ci sono l'attenzione per l'ambiente e gli effetti luminosi, con lo spazio costruito a grandangolo (si noti il letto fortemente scorciato a destra) e una finestra aperta sul paesaggio. Notevole è la resa del "lustro", cioè del riflesso della luce, sulle stoffe e sui gioielli, oppure la resa delle screziature del marmo o la resa del libro sul bracciolo. Una precisa citazione fiamminga è poi il cartiglio con la firma appoggiato alla base del trono. Lo sfondo sapientemente illuminato fa risaltare il volto della Vergine e ne fa il centro della scena.
Il Bambino è particolarmente reso in maniera moderna, avvicinandosi per potenza plastica e resa naturalistica alle sculture delle cantorie del Duomo di Firenze di Donatello e di Luca della Robbia.
La cornice è originale e, con la sua forma cuspidata, dimostra il rispetto della tradizione tardogotica, nonostante le caratteristiche estremamente innovative e moderne del dipinto.